# Chom Thong (Bangkok)
Chom Thong (thailändisch จอมทอง, tɕɔ̄ːm tʰɔ̄ːŋ) ist eine der 50 Khet (Bezirke) in Bangkok, der Hauptstadt von Thailand. Chom Thong ist ein südlicher Stadtdistrikt und liegt auf der Westseite des Flusses Chao Phraya.
Der Bezirk ist berühmt für seine wohlschmeckenden Mandarinen, die Bang Mot-Mandarine. Deshalb befindet sich die Skulptur einer Riesen-Mandarine an der Kreuzung Rama II Road und Suk Sawat Road.

## Geographie
Die Grenzen von Chom Thong sind durch zahlreiche kleine Khlongs festgelegt, deren Namen über den Khet hinaus kaum bekannt sein dürften. Im Norden: Khlong Rang Bua, Khlong Bangwa, Khlong Daamwong, Khlong Wat Bangsue und Khlong Wat Maiyaibui. Im Osten: Khlong Bang Sakae, Thanon Suksawat und Khlong Bang Phakaeo. Im Süden: Khlong Yaichamphii, Khlong Lamrang, und Khlong Thaluuk. Im Westen: Khlong Bua, Khlong Sanam Chai, Khlong Wat Singh und Khlong Tha Nam.
Die benachbarten Bezirke sind im Uhrzeigersinn von Norden aus: Phasi Charoen, Thonburi, Rat Burana, Thung Khru, Bang Khun Thian und Bang Bon.

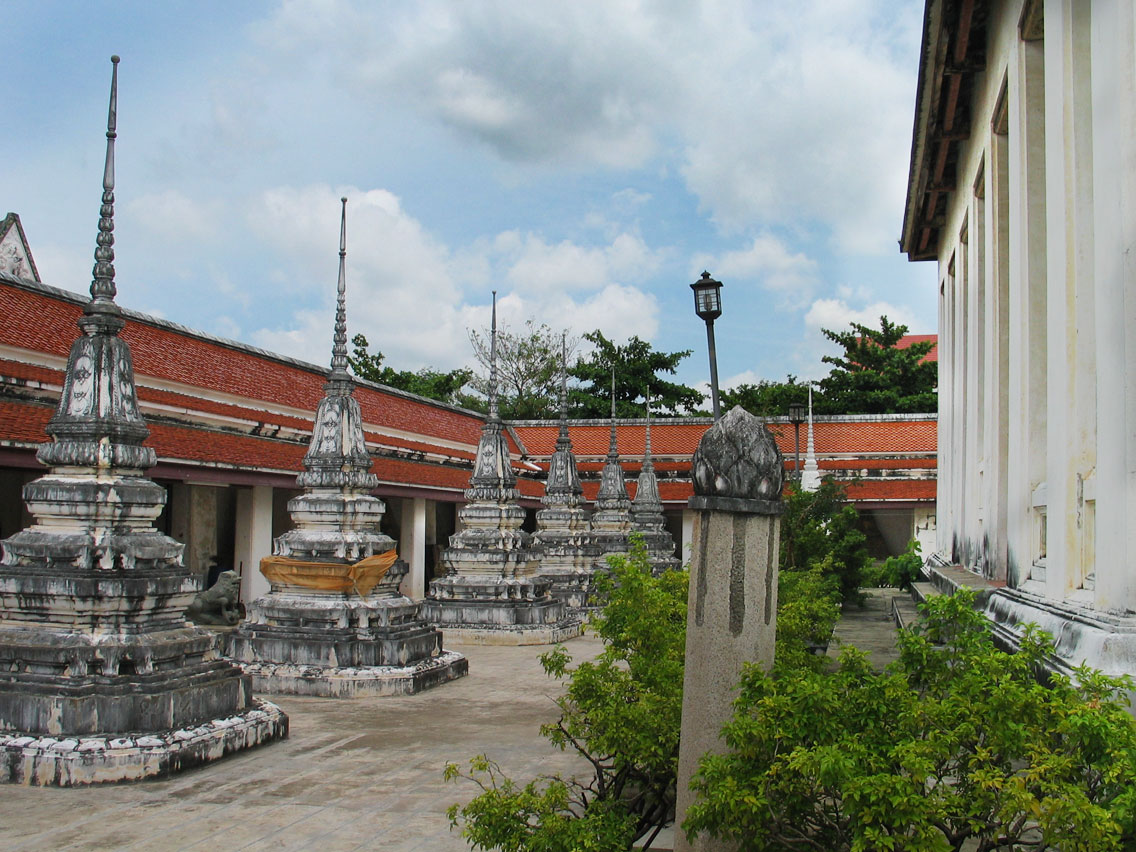
Wat Ratcha Orasaram

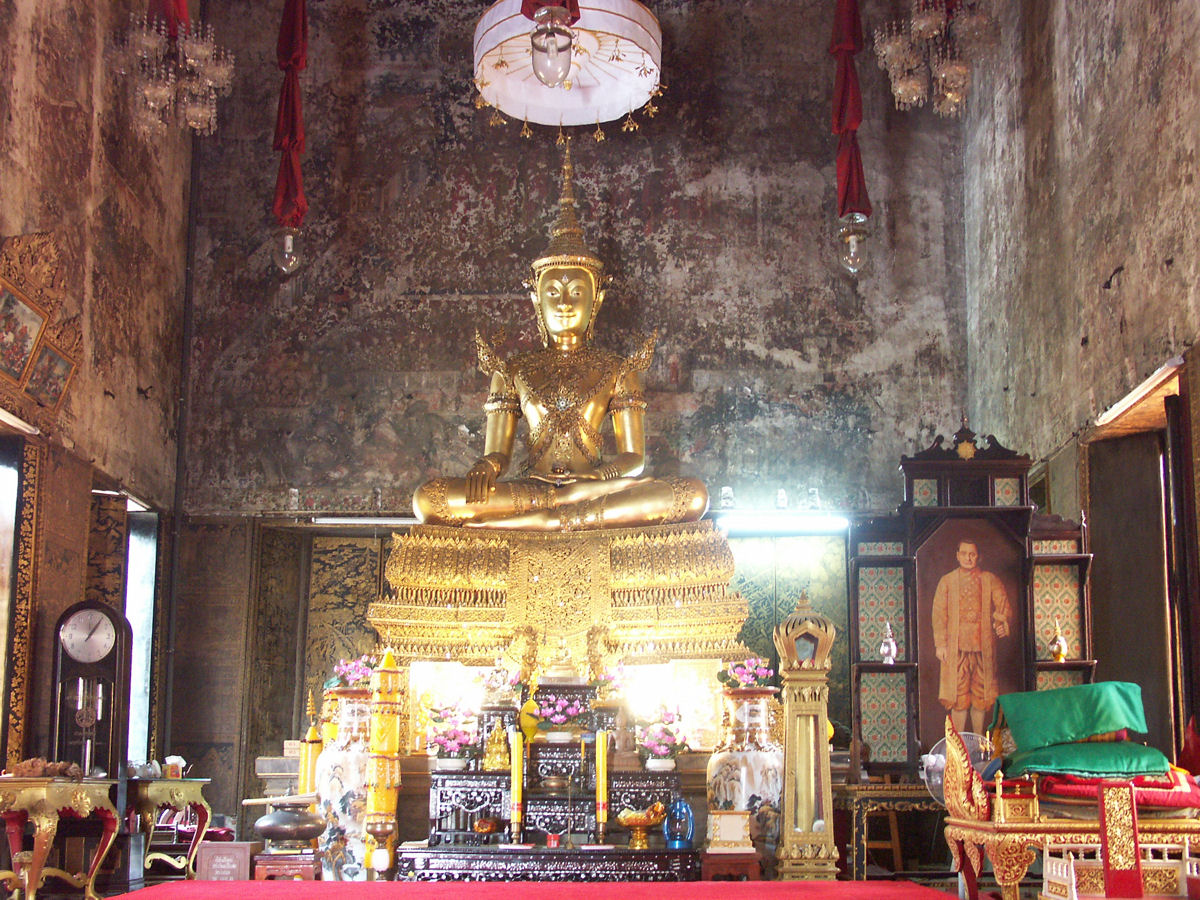
Buddha-Statue des Wat Nang Nong Worawihan

### Geschichte
Chom Thong war zunächst Teil des Bezirks Bang Khun Thian, bis zur Bekanntgabe der Errichtung eines eigenen Bezirks am 9. November 1989. Am 14. Oktober 1997 wurden anlässlich der großen Verwaltungsreform von Bangkok Teile des Unterbezirks Bang Pakok von Rat Burana und Teile des Unterbezirks Bukkhalo von Thonburi in Chom Thong eingegliedert.

## Sehenswürdigkeiten
- Wat Sai (วัดไทร) und der gleichnamige schwimmende Markt
- Wat Ratcha Orasaram (วัดราชโอรสาราม) – ruhiger Tempel am Khlong Sanam Chai (Khlong Daan), erbaut in der Ayutthaya-Periode, renoviert von König Rama III. Interessanter Mix aus thailändischen und chinesischen Stil-Elementen, zum Beispiel mit runden Türen im Phra Rabiang, die den Wihan mit großem liegenden Buddha umgibt.
- Wat Nang Nong Worawihan (วัดนางนองวรวิหาร) – erbaut in der Ayutthaya-Perioda am östlichen Ufer des Khlong Sanam Chai, ebenfalls renoviert  von König Rama III. Sehenswert die Haupt-Buddha-Statue „in königlichem Ornat“ des Ubosot, der in chinesischem Stil erbaut ist.

## Verwaltung
Der Bezirk ist in vier Unterbezirke (Khwaeng) gegliedert:
| Nr. | Name Khwaeng    | Thai      | Einw.  |
| --- | --------------- | --------- | ------ |
| 1.  | Bang Khun Thian | บางขุนเทียน | 38.897 |
| 2.  | Bang Kho        | บางค้อ     | 35.647 |
| 3.  | Bang Mot        | บางมด     | 45.180 |
| 4.  | Chom Thong      | จอมทอง    | 37.132 |